# Tony Martin (ciclista)
Tony Martin (Cottbus, 23 de abril de 1985) es un ciclista alemán que fue profesional entre 2005 y 2021.
Fue uno de los mejores contrarrelojistas de su época, siendo cuatro veces campeón del mundo de la especialidad, diez veces de su país y medalla de plata en los Juegos Olímpicos de Londres. En su palmarés cuenta con victorias como en el Eneco Tour, la París-Niza.
No era escalador, con lo cual no logró ubicaciones de importancia en las Grandes Vueltas, aunque sí tiene etapas ganadas en el Tour de Francia y Vuelta a España.

## Biografía

### Inicios
Durante la temporada 2005 tuvo un pasaje como stagiaire el equipo alemán del Gerolsteiner, y en 2006 pasó al equipo alemán Thüringer Energie Team de categoría Continental. En 2008 llegó al ciclismo de primera categoría con el equipo estadounidense Team Columbia donde compitió cuatro temporadas. 

### 2008-2010: Primeros éxitos
Martin rápidamente confirmó sus habilidades para la contrarreloj. Después de la primera temporada, ganó tres contrarreloj, en el Tour de l'Ain, en el Ster Elektrotoer y en la Vuelta a Alemania. También terminó en el podio en otras cinco contrarreloj, incluidas dos en el Giro de Italia, la primera gran vuelta en la que participó, el Campeonato de Alemania de Contrarreloj.
Desde el inicio de la temporada 2009, terminó cuarto en el prólogo París-Niza y luego ganó la tercera etapa del Critérium Internacional. También terminó séptimo en la Vuelta al Algarve (gracias a su sexto puesto en la contrarreloj), y en la Clásica de Almería.
En junio, participó en la Vuelta a Suiza y en la sucesión de victorias consecutivas de su equipo en las etapas de la 6 a la 9). Ganó la etapa reina llegando en altura en Crans-Montana por delante de Damiano Cunego. Repitió una buena actuación al día siguiente al ocupar el segundo lugar en la contrarreloj final de Berna detrás de Fabian Cancellara. También es el lugar que obtiene en la general al final.
A continuación debutó en el Tour de Francia. Su prólogo fue un éxito ya que terminó octavo a 33 segundos de Cancellara. Luego dio la sorpresa de la primera gran etapa de montaña, en Arcalis, terminando decimosexto en compañía de los principales favoritos, en un grupo de 11, incluidos en particular Lance Armstrong, Andy Schleck o Cadel Evans. Pero sufrió un golpe peor en los Alpes, descendiendo al puesto 50 de la general al finalizar la 17.ª etapa. El final del Tour fue mejor: terminó undécimo en el cronómetro de Annecy y también aprovechó la penúltima etapa para brillar, llegó segundo en el Mont Ventoux, solo superado en el sprint por Juan Manuel Garate. También tuvo protagonismo en los sprints de su compañero Mark Cavendish, siendo uno de los eslabones esenciales en el tren que lo llevó. Por lo tanto, finalmente terminó 36° en su primer Tour de Francia y se convirtió en un contendiente por los puestos de honor en los Grandes Vueltas en el futuro.

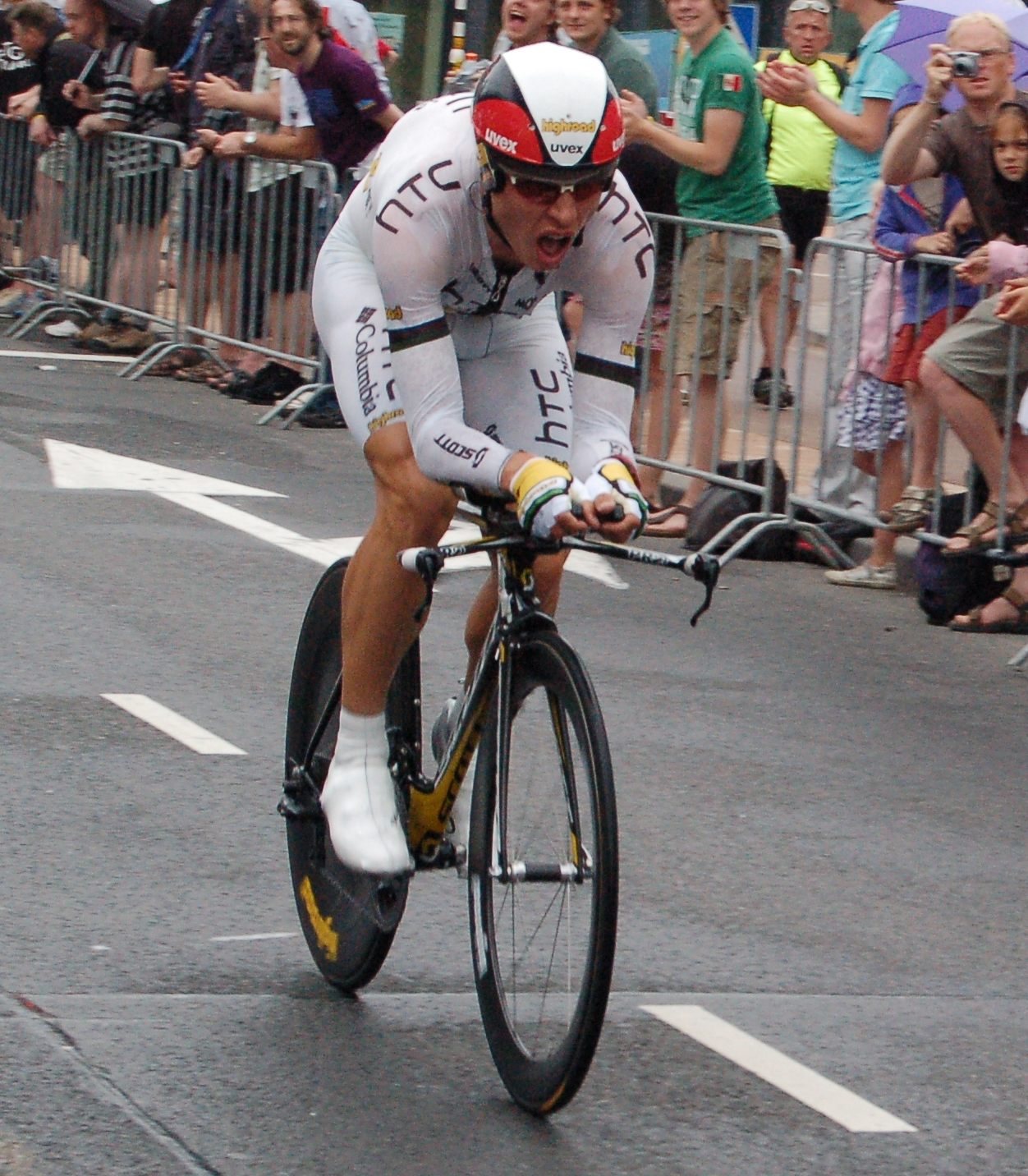
Tony Martin en el prólogo del Tour de Francia de 2010.

A principios de 2010, Tony Martin se lesionó la rodilla. Esto supuso, un inicio de temporada menos ambicioso. Durante la París-Niza, se retiró durante la última etapa cuando ocupó el puesto 108 de la clasificación general. Luego participó en la Volta a Cataluña, la Amstel Gold Race, la Flecha Valona y Lieja-Bastoña-Lieja, donde permaneció lejos de los primeros lugares. Obtuvo su primer éxito en mayo, durante el Tour de California, donde ganó la séptima etapa, una contrarreloj donde venció a Michael Rogers y David Zabriskie, grandes especialistas.
Tony Matin participó luego en la Vuelta a Suiza, donde terminó sexto después de liderar la clasificación general durante tres días y ganar la última etapa, una contrarreloj en Liestal donde fue el único corredor que superó a Fabian Cancellara en 2010 en una prueba cronometrada de más de 10 kilómetros. A finales de junio, se convirtió en campeón de Alemania contrarreloj por primera vez. Llegó al Tour de Francia con la condición de colíder del equipo HTC-Columbia para la clasificación general, con Michael Rogers. Terminó segundo en el prólogo, a 10 segundos de Fabian Cancellara y vistió el maillot blanco de mejor joven durante cuatro etapas. A pesar de un muy buen comienzo del Tour, se perdió en el resto de la carrera y terminó lejos en la clasificación general (137.º). Como en el prólogo, finalizó segundo por detrás de Cancellara durante la 19.ª etapa, la contrarreloj de Pauillac.
Martin ganó el Eneco Tour en agosto, así como la última etapa, su cuarta victoria en la contrarreloj en 2010. Participó en la Vuelta a Gran Bretaña para prepararse para el campeonato mundial de contrarreloj en Melbourne, Australia. Terminó tercero en este último, como en 2009, detrás de David Millar y Fabian Cancellara. Perdió el segundo puesto por un pinchazo a menos de ocho kilómetros de la meta, que le costó más de 40 segundos.

### 2011-2013: Tres oros consecutivos en el Campeonato Mundial Contrarreloj
En 2011 ganó etapas tanto en el Tour de Francia como en la Vuelta a España, todas ellas contrarreloj. Precisamente 2011 fue un año destacado, ya que además de éstas victorias, logró coronarse como Campeón Mundial Contrarreloj luego de ser medalla de bronce dos años consecutivos.

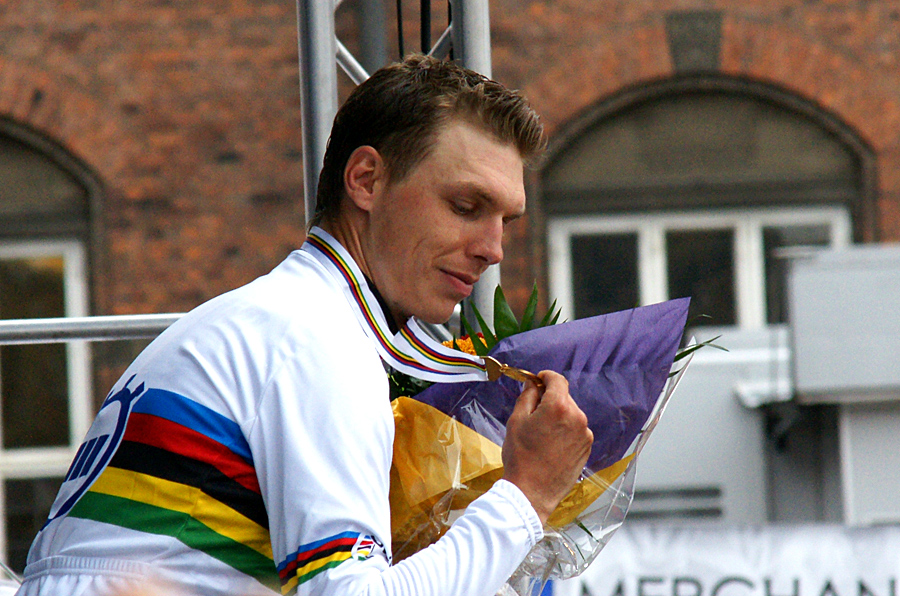
Tony Martin con el maillot arcoíris de campeón del mundo de contrarreloj en 2011.

Tras el anuncio de la desaparición del equipo HTC-Highroad en 2012, Martín es fichado por el equipo belga Omega Pharma-Quick Step. En su primera temporada con este equipo gana la Vuelta a Bélgica por primera vez y nuevamente el Campeonato Mundial de Contrarreloj. Además, colabora con el equipo para ser también ser campeón del mundo por equipos.
En 2013 consiguió una victoria en el Tour de Francia en una contrarreloj individual disputada sobre un trazado de 33 kilómetros entre Avranches y Monte Saint-Michel.
En la Vuelta a España protagonizó la 6.ª etapa al estar escapado casi toda la jornada (175 km en solitario) y cazarle el pelotón a menos de 20 metros de la línea de meta quedando en 7.ª posición y ganando Michael Mørkøv. Fue el suizo Fabian Cancellara el que lanzó su sprint final muy pronto para evitar que llegase en primera posición el que será su rival en la prueba contrarreloj del mundial, así es que de no ser por este acelerón el corredor alemán hubiese ganado la etapa casi con toda seguridad. Pero su recompensa vendría en el campeonato mundial que se realizó en Florencia (Italia), en donde conseguiría su tercer oro consecutivo en la modalidad de contrarreloj,  ganó con solvencia llegando por delante del británico Bradley Wiggins y el suizo Fabian Cancellara a 46 y 48 segundos respectivamente.

### 2014: Recital en el Tour y medalla de plata en la crono del mundial
Empieza la temporada 2014 ganando dos etapas en la Vuelta al País Vasco, la primera en la segunda etapa, donde a 17 kilómetros a meta quedó en cabeza de carrera con su compañero de equipo Jan Bakelants y el español Gorka Izagirre, en el kilómetro 12 y con la ayuda de Bakelants sueltan a Izaguirre y se va en solitario llegando a la línea de meta a 30 segundos del pelotón; gana también la última etapa en su especialidad que es la contrarreloj, consiguiendo de esta manera su tercer triunfo en las cronos, de las últimas cuatro ediciones.
En el Tour de Francia fue el protagonista de una de las mejores escapadas que se recuerdan, en un día de 170 kilómetros, Martin primero se coló en la numerosa fuga que comenzó a gestarse de inicio en Gérardmer, después rodó junto al italiano  Alessandro De Marchi para abandonar su compañía a unos 60 kilómetros del final y llegar en solitario a Mulhouse. Además, también ganaría la contrarreloj de la penúltima etapa con bastante facilidad. Participó en la Vuelta a España, donde ganó la larga y dura contrarreloj de Borja. En los campeonatos del mundo celebrados en Ponferrada (España) una semana después, el objetivo de martin era conseguir el cuarto oro consecutivo en la prueba de contrarreloj, pero un Bradley Wiggins superior le arrebató el oro superándolo por tan solo 26 segundos y quedándose de esta manera con la medalla de plata, por delante del neerlandés Tom Dumoulin que completaría el podio.
En septiembre de 2021, justo antes de empezar el Campeonato Mundial, anunció su retirada tras su participación en el mismo.

## Palmarés
| 2005 - 1 etapa del Regio-Tour - 2 etapas del Giro de las Regiones 2006 - Tour de Thüringe 2007 - 1 etapa del Circuito de las Ardenas - Copa Ciudad de Asti - 1 etapa del Tour de Thüringe - An Post Rás 2008 - Hel van het Mergelland - 1 etapa de la Ster Elektrotoer - 1 etapa del Tour de l'Ain - 1 etapa de la Vuelta a Alemania - 3.º en el Campeonato de Alemania Contrarreloj 2009 - 1 etapa del Critérium Internacional - 1 etapa de la Vuelta a Baviera - 1 etapa de la Vuelta a Suiza - 2.º en el Campeonato de Alemania Contrarreloj - 3.º en el Campeonato Mundial Contrarreloj 2010 - 1 etapa del Tour de California - 1 etapa de la Vuelta a Suiza - Campeonato de Alemania Contrarreloj - Eneco Tour, más 1 etapa - 3.º en el Campeonato Mundial Contrarreloj 2011 - Vuelta al Algarve, más 1 etapa - París-Niza, más 1 etapa - 1 etapa de la Vuelta al País Vasco - 1 etapa del Critérium du Dauphiné - 2.º en el Campeonato de Alemania Contrarreloj - 1 etapa del Tour de Francia - 1 etapa de la Vuelta a España - Campeonato Mundial Contrarreloj - Tour de Pekín, más 1 etapa - Chrono des Nations-Les Herbiers-Vendée 2012 - Vuelta a Bélgica, más 1 etapa - Campeonato de Alemania Contrarreloj - 2.º en los Juegos Olímpicos Contrarreloj - Campeonato Mundial Contrarreloj - Tour de Pekín, más 1 etapa - Chrono des Nations-Les Herbiers-Vendée | 2013 - Vuelta al Algarve, más 1 etapa - 1 etapa de la Tirreno-Adriático - 1 etapa de la Vuelta al País Vasco - 1 etapa del Tour de Romandía - Vuelta a Bélgica, más 1 etapa - 1 etapa del Critérium del Dauphiné - Campeonato de Alemania Contrarreloj - 1 etapa del Tour de Francia - Campeonato Mundial Contrarreloj - Chrono des Nations-Les Herbiers-Vendée 2014 - 2 etapas de la Vuelta al País Vasco - Vuelta a Bélgica, más 1 etapa - 2 etapas de la Vuelta a Suiza - Campeonato de Alemania Contrarreloj - 2 etapas del Tour de Francia - 1 etapa de la Vuelta a España - 2.º en el Campeonato Mundial Contrarreloj 2015 - 1 etapa de la Vuelta al Algarve - 1 etapa del Tour de Romandía - Campeonato de Alemania Contrarreloj - 1 etapa del Tour de Francia - Tour de Poitou-Charentes 2016 - Campeonato de Alemania Contrarreloj - 1 etapa de la Vuelta a Gran Bretaña - Campeonato Mundial Contrarreloj 2017 - 1 etapa de la Vuelta a la Comunidad Valenciana - Campeonato de Alemania Contrarreloj 2018 - Campeonato de Alemania Contrarreloj 2019 - Campeonato de Alemania Contrarreloj 2021 - Campeonato de Alemania Contrarreloj |

## Resultados en Grandes Vueltas y Campeonatos del Mundo
Durante su carrera deportiva consiguió los siguientes puestos en las Grandes Vueltas y en los Campeonatos del Mundo en carretera:
| Carrera              | Carrera              | 2005 | 2006 | 2007 | 2008  | 2009 | 2010  | 2011 | 2012 | 2013  | 2014 | 2015 | 2016 | 2017  | 2018  | 2019 | 2020  | 2021 |
| -------------------- | -------------------- | ---- | ---- | ---- | ----- | ---- | ----- | ---- | ---- | ----- | ---- | ---- | ---- | ----- | ----- | ---- | ----- | ---- |
|                      | Giro de Italia       | —    | —    | —    | 128.º | —    | —     | —    | —    | —     | —    | —    | —    | —     | 110.º | —    | Ab.   | —    |
|                      | Tour de Francia      | —    | —    | —    | —     | 36.º | 137.º | 44.º | Ab.  | 106.º | 47.º | Ab.  | Ab.  | 101.º | Ab.   | Exp. | 118.º | Ab.  |
|                      | Vuelta a España      | —    | —    | —    | —     | —    | —     | Ab.  | Ab.  | Ab.   | Ab.  | —    | —    | —     | —     | Ab.  | —     | —    |
| Mundial en Ruta      | Mundial en Ruta      | —    | —    | —    | —     | Ab.  | Ab.   | —    | —    | —     | Ab.  | 88.º | Ab.  | 69.º  | —     | —    | —     | —    |
| Mundial Contrarreloj | Mundial Contrarreloj | —    | —    | —    | 7.º   | 3.º  | 3.º   | 1.º  | 1.º  | 1.º   | 2.º  | 7.º  | 1.º  | 9.º   | 7.º   | 9.º  | —     | 6.º  |

—: no participa

Ab.: abandono

Exp.: expulsado

## Equipos
- Gerolsteiner (2005)
- Thüringer Energie Team (2006-2007)
- Team Highroad/Columbia/HTC (2008-2011)
  - Team High Road (2008)[10]
  - Team Columbia (2008)
  - Team Columbia-High Road (2009)[10]
  - Team Columbia-HTC (2009)
  - Team HTC-Columbia (2010)
  - HTC-High Road (2011)
- Omega Pharma/Etixx (2012-2016)
  - Omega Pharma-QuickStep (2012-2014)
  - Etixx-Quick Step (2015-2016)
- Team Katusha-Alpecin (2017-2018)
- Team Jumbo-Visma (2019-2021)